# ピノ・ブラン
ピノ・ブラン (フランス語: Pinot Blanc) は、白ワイン用ぶどう品種。ピノ・ノワールの枝変わり種であるピノ・グリの変異種とされている。

## 特徴
アルザスが発祥の地とされており、現在でもアルザスでセパージュワインとして多く作られている。特級銘柄でこそないが、評価は非常に高く、ハーブあるいは柑橘系のさわやかな香りと、強い酸味、適度な苦みなどがあり、かなりこくのあるワインになる。クレマン・ダルザスというスパークリングワインにも、このぶどうが使われている。

## 名称
ドイツでは、ヴァイサーブルグンダー種 (Weißer Burgunder) またはヴァイスブルグンダー種 (Weißburgunder) と呼ばれ、やはり辛口に作られることが多い。
イタリアでは、ピノ・ビアンコ種 (Pinot Bianco) というが、スティルワインより、スパークリングワインに作られる方が多い。